# 샤먼 시스터즈
《샤먼 시스터즈》(일본어: もっけ 못케[*])는 일본의 만화가 구마쿠라 다카토시의 만화이다. 일본의 만화 잡지 《월간 애프터눈》에 2000년 8월부터 2009년 7월까지 연재되었다. 대한민국에서는 대원씨아이를 통해서 6권까지 출판되었다. 2007년 10월부터 2008년 3월까지 아사히 방송에서 애니메이션이 방영되었다.
요괴를 보는 능력을 가진 여중생 히바라 시즈루와 요괴가 쉽게 씌는 체질의 초등학생 히바라 미즈키 자매, 그리고 자매를 딸 부부에게서 맡아 기르며 부업으로 무속업을 하는 농가의 외할아버지를 중심으로 진행되는 이야기이다. 이야기가 진행되면서 시즈루는 고등학생, 미즈키는 중학생이 되며 시간적 구성은 자유롭게 배치되는 옴니버스 구성이다.

## 등장인물
히바라 시즈루(檜原 静流)
성우 - 카와스미 아야코
미즈키의 언니, 곤란한 상황에 처한 사람을 내버려두지 못하고 얌전한 성격으로, 귀신을 볼 수 있는 능력을 갖고 있으며, 민속학에 박식외할아버지의 영향으로 민속학에 조예가 깊다. 중학교 시절에는 문학부에 소속하면서 경험담을 시나 소설로 표현하였다.
히바라 미즈키(檜原 瑞生)
성우 - 미즈키 나나
시즈루의 3살 어린 여동생으로 언니와는 반대로 쾌활한 사교적인 성격을 지녔다. 언니와 같이 볼 수 없는 대신 빙의되기 쉬운 체질로 멀리 나가게 되었을 때, 홀리지 않도록 외할아버지가 만든 부적을 지니고 다니고 있다. 달리기를 좋아하여 학교 마라톤에서 항상 1위를 차지할 정도로 운동 신경이 뛰어나며, 중학교에 진학한 뒤로 유도를 시작하였다.
히바라 자매의 외할아버지(檜原の爺さん)
성우 - 호리 가쓰노스케
시즈루와 미즈키 자매의 외할아버지로 엄격한 성격이지만, 손녀들이 스스로 이겨내도록 하기 위해 나서지는 않는 대신, 갖가지 조언을 해주거나 한다. 민속학에 조예가 깊으며, 마을의 민속학 자료관의 고문을 맡고 있다. 아내가 병사한 이후에는 홀로 두 손녀를 보살피고 있다.
히바라 치토세(檜原 千歳)
성우 - 미츠이시 코토노
시즈루와 미즈키의 친어머니, 자매의 영적능력을 정신병으로 치부하고 아버지의 손녀들에 대한 가르침을 좋지 않게 생각하는 부정적인 입장에 서있으며, 남편의 친가쪽과 마찬가지로 현실적인 방법으로 나아지길 바라고 있다.
히바라 자매의 아버지(檜原の父さん)
성우 - 후루카와 토시오
시즈루와 미즈키의 친아버지, 어촌출신으로 아내인 치히로와는 달리, 자매들의 영적인 능력과 장인어른의 가르침을 이해하고 있다.
히요시 케이코(日吉 啓子)
성우 - 하야미즈 리사
외할아버지가 장기간 출장나갔을 때 자매가 신세지는 옆집 히요시가의 딸로 사회인이다. 부모로부터 얼른 좋은 남자를 만나 걸혼하라는 독촉을 받고 있다.

## 만화
2000년 8월부터 고단샤의 만화 잡지인 애프터눈에서 연재중에 있다. 대한민국에는 대원씨아이에서 《샤먼 시스터즈》로 제목이 바뀌어 출간하고 있다.
- 지음/그림: 구마쿠라 다카토시
- 퍼냄: 고단샤
- 레이블: 애프터눈
  - 한국어판
  - 옮김: 문준식
  - 퍼냄: 대원씨아이

1. 2003년 12월 15일, ISBN 89-528-6786-6
2. 2004년 1월 15일, ISBN 89-528-6974-8 {{isbn}}의 변수 오류: 유효하지 않은 ISBN.
3. 2004년 7월 15일, ISBN 89-528-6964-8
4. 2005년 7월 15일, ISBN 89-528-9579-7
5. 2006년 5월 15일, ISBN 89-5963-817-X
6. 2007년 3월 15일, ISBN 978-89-252-0959-3
7. 2008년 1월 17일, ISBN 978-89-252-2248-6

## 애니메이션
2007년 10월 2일에 2008년 3월 25일까지 나고야 TV 방송을 시작으로, 도쿄 메트로폴리탄 방송국, 아사히 방송에서 2쿨 단위로 방영되었다.

### 방영 목록
1. 2007년 10월 2일, ミコシ 미코시[*]
2. 2007년 10월 9일, ナガレイズナ 나가레이즈나[*]
3. 2007년 10월 16일, オクリモノ 오쿠리모노[*]
4. 2007년 10월 23일, ワライヤミ 와라이야미[*]
5. 2007년 10월 30일, ヒヨリモウシ 히요리모우츠[*]
6. 2007년 11월 6일, ケセランパサラン 케세랑파사랑[*]
7. 2007년 11월 13일, ジャタイ 쟈타이[*]
8. 2007년 11월 20일, ヤマウバ 야마우바[*]
9. 2007년 11월 27일, エンエンラ 엔엔라[*]
10. 2007년 12월 4일, カマイタチ 카마이타치[*]
11. 2007년 12월 11일, ダイマナコ 다이마나코[*]
12. 2007년 12월 18일, マジモノ 마지모노[*]
13. 2007년 12월 25일, マメオトコ 마메오토코[*]
14. 2008년 1월 1일, ツエザクラ 츠에자쿠라[*]
15. 2008년 1월 8일, ミノムシ 미노무시[*]
16. 2008년 1월 15일, ソラバヤシ 소라바야시[*]
17. 2008년 1월 22일, スダマガエシ 스다마가에시[*]
18. 2008년 1월 29일, バタバタ 바타바타[*]
19. 2008년 2월 5일, メクラベ 메쿠라베[*]
20. 2008년 2월 5일, カミナリガリ 카미나리가리[*]
21. 2008년 2월 5일, テオイモノ 테오모노[*]
22. 2008년 2월 5일, イナバヤマ 이나바야마[*]
23. 2008년 3월 5일, ロクサン 로쿠산[*]
24. 2008년 3월 25일, オモカゲ 오모카게[*]
25. トオリカゼ 토오리카제[*] - DVD 추가 에피소드
26. ミツアシガエル 미츠아시가에루[*] - DVD 추가 에피소드

### 성우 배정
- 아키 - 유카나
- 이이즈카 시호 - 후지무라 치카
- 마츠나가 후미 - 오카자와라 아리사
- 카츠라기 사호 - 쿠와사코 호코
- 쿠사코 - 하시모토 마이
- 유우 - 엔도 아야
- 타카츠 - 쿠기미야 리에
- 카자마 - 사이토 치와
- 후니타니 - 카와세 아키코
- 카미무라 - 오무라 카나코

### 주제가
여는 곡
〈마음의 발자취(ココロの跡 고코로노 아토[*])〉 by 코사카 리유
닫는 곡
〈파노라마(パノラマ)〉 by 하시모토 마이